# Robert Adamson (ator)
Robert Gillespie Adamson IV (Cheyenne, 11 de julho de 1985) é um ator norte-americano.
Adamson é casado com a atriz Linsey Godfrey, com quem tem uma filha, Aleda Seren Adamson.

## Filmografia e Televisão
Filmes
| Ano  | Título                      | Personagem  | Notas                                   |
| ---- | --------------------------- | ----------- | --------------------------------------- |
| 2005 | Dr. Chopper                 | Nick        |                                         |
| 2008 | Private High Musical        | Trey Belton | Youtube, Paródia de High School Musical |
| 2009 | Princess Protection Program | Donny       | DCOM                                    |
| 2009 | In the Mix                  | Caleb       | Feito para a TV                         |
| 2009 | Devolved                    | The Rog     |                                         |
| 2009 | The Prankster               | Eric Hood   |                                         |
| 2009 | It's Complicated            | N/A         |                                         |

Televisão
| Ano  | Série                             | Personagem     | Notas                                                        |
| ---- | --------------------------------- | -------------- | ------------------------------------------------------------ |
| 2005 | Cold Case                         | Frank - 1995   | Episódio: "Ravaged"                                          |
| 2005 | It's Always Sunny in Philadelphia | Trey           | Episódio: "Underage Drinking: A National Concern"            |
| 2007 | Lincoln Heights                   | Charles Antoni | 43 episódios; 2007-2009                                      |
| 2009 | Sonny With a Chance               | Hayden         | Sonny in the Kitchen with Dinner (1ª Temporada, Episódio 16) |
| 2010 | Jonas L.A.                        | Ben            | Date Expectations (2ª Temporada, Episódio 03)                |